# Дік Френсіс
Дік Френсіс, CBE (англ. Dick Francis, ім'я при народженні Річард Стенлі Френсіс, англ. Richard Stanley Dick Francis; 31 жовтня 1920 — 14 лютого 2010) — британський письменник, автор десятків детективних романів, багато з яких стали бестселерами.

## Біографічні відомості
Народився в Південному Уельсі 31 грудня 1920 року в сім'ї потомственого жокея, що наклало відбиток на все його життя. Письменник не раз відзначав, що скаковий спорт, з його любов'ю до коней і духу змагальності у поєднанні з гонитвою за чистоганом — алгоритм життя. Не випадково тому зіставлення благородства і низькості — філософська підоснова його творчості.
Дік Френсис почав свою кар'єру як жокей, але під час війни став льотчиком. Знаходячи в цих професіях багато спільного, свою бойову машину він назвав Пегасом. Втім, після закінчення війни майбутній письменник повертається в кінний спорт жокеєм Королівських стайнь. За час виступів на іподромі він виграв 350 заїздів, ставши одним з найуспішніших британських наїзників у післявоєнній історії.
Френсіс прийшов у літературу з кінного спорту. Залишивши професію жокея, Френсіс почав працювати спортивним журналістом у газеті Sunday Express. У 1957 році Френсіс опублікував автобіографію «Спорт королев», в якій розповів про свій досвід виступів як жокей. Його перший і найвідоміший роман — «Фаворит» — вийшов у 1962 році. Головною темою своїх творів Френсіс зробив кінні перегони.
Письменник помер 2010 року на Кайманових островах, де жив останні роки. Всього за кар'єру письменника Френсіс випустив понад 40 творів. Його останній роман «Перехресний вогонь», написаний у співавторстві з сином Феліксом, опублікований восени 2010 року.

## Видання українською мовою
- Дік Френсіс. Фаворит («Dead cert» 1962). К.: Радянський письменник, 1977. Переклад з англійської Павла Шарандака.
- Дік Френсіс. У пастці («In the Frame» 1976). К.: Видавництво ЦК ЛКСМУ, 1984. Переклад з англійської Дмитра Грицюка.